# Emilia Clarke
Emilia Isobel Euphemia Rose Clarke (London, 1986 –) Szaturnusz-díjas és négyszeresen Emmy-díjra jelölt angol színésznő.
Legismertebb televíziós szerepe Daenerys Targaryen volt az HBO Trónok harca című fantasy-sorozatában.

## Élete és pályafutása
Londonban született, majd Berkshire-ben nevelkedett. Apja színházi hangmérnök, anyja üzletasszony, öccse pedig politikai területen folytatja tanulmányait. Clarke háromévesen kezdett érdeklődni a színjátszás iránt, miután látta a Show Boat című musicalt, melyen abban az időben apja is dolgozott. Clarke az oxfordi St Edward's School (2000 és 2005 között) és a Rye St. Antony School tanulója volt, majd a Drama Centre Londonban folytatta tanulmányait, ahol 2009-ben végzett.
Korai munkái közé tartozik két színdarab a St. Edwardsban, tíz színdarab a Drama Centre Londonban, a 2009-es Sense, a Company of Angels színháznál és egy szintén 2009-es szereplés a Samaritans  nevű jótékonysági szervezet reklámfilmjében. Első televíziós szerepei közé tartozik Saskia Mayer megformálása a Doktorok című sorozatban, valamint a 2010-es Jurassic támadás című tévéfilm, melyben Savannah-t alakítja.
2010-ben megkapta Daenerys Targaryen szerepét a HBO Trónok harca című sorozatában, mely George R. R. Martin amerikai író A tűz és jég dala című regénysorozata alapján készült. Clarke a szintén brit színésznő, Tamzin Merchant helyett vette át a szerepet, aki ismeretlen okból visszalépett. A 2011 áprilisában debütált sorozat pozitív kritikákat kapott és hamarosan a második évad is elkészült belőle. Sorozatbeli szerepléséért 2013-ban Clarke Emmy-jelölést kapott, legjobb női mellékszereplő (drámai tévésorozat) kategóriában.
2013 májusában bejelentették, hogy a színésznő szerepelni fog az előkészületben lévő Garden of Last Days című filmben, James Franco oldalán, azonban két héttel az előkészületek előtt a produkciót lefújták. Még ebben az évben megjelent Dom Hemingway című filmje, melyben a Jude Law által megformált Dom lányát, Evelynt játszotta. A Terminátor filmsorozat ötödik részében, a 2015-ös Terminátor: Genisys című filmben ő alakította a fiatal Sarah Connort. 2016-ban a Mielőtt megismertelek című romantikus filmdrámában volt főszereplő Sam Claflin oldalán, 2018-ban pedig a Solo: Egy Star Wars-történet című űrwesternben alakította Qi’rát, a címszereplő Han Solo (Alden Ehrenreich) fiatalkori barátnőjét és Darth Maul titkos szövetségesét.

## Filmográfia

### Film
| Év   | Magyar cím                   | Eredeti cím              | Szerep           | Magyar hang       |
| ---- | ---------------------------- | ------------------------ | ---------------- | ----------------- |
| 2009 |                              | Lisa's Story (rövidfilm) | Lisa             |                   |
| 2012 |                              | Shackled (rövidfilm)     | Malu             |                   |
| 2012 |                              | Spike Island             | Sally Harris     |                   |
| 2013 | Dom Hemingway                | Dom Hemingway            | Evelyn           | Lamboni Anna      |
| 2015 | Terminátor: Genisys          | Terminator Genisys       | Sarah Connor     | Gáspár Kata       |
| 2016 | Mielőtt megismertelek        | Me Before You            | Louisa Clark     | Molnár Ilona      |
| 2017 | Hangok a falból              | Voice from the Stone     | Verena           |                   |
| 2018 | Solo: Egy Star Wars-történet | Solo: A Star Wars Story  | Qi’ra            | Gyöngy Zsuzsa     |
| 2019 | Múlt karácsony               | Last Christmas           | Kate             | Molnár Ilona      |
| 2019 | A gyanú árnyékában           | Above Suspicion          | Susan Smith      | Molnár Ilona      |
| 2020 |                              | Murder Manual            | Malu             |                   |
| 2022 | Fantasztikus Maurícius       | The Amazing Maurice      | Malicia (hangja) | Nemes Takách Kata |
| 2023 |                              | The Pod Generation       | Rachel           |                   |

### Televízió
| Év        | Magyar cím       | Eredeti cím         | Szerep             | Megjegyzések                                          |
| --------- | ---------------- | ------------------- | ------------------ | ----------------------------------------------------- |
| 2009      | Doktorok         | Doctors             | Saskia Mayer       | 1 epizód                                              |
| 2010      | Jurassic támadás | Triassic Attack     | Savannah           | tévéfilm                                              |
| 2011–2019 | Trónok harca     | Game of Thrones     | Daenerys Targaryen | - főszereplő (62 epizód) - magyar hangja Molnár Ilona |
| 2013      | Futurama         | Futurama            | Marianne (hangja)  | 1 epizód                                              |
| 2016      | Robotcsirke      | Robot Chicken       | Bridget (hangja)   | 1 epizód                                              |
| 2017      | Állatok          | Animals             | Lumpy (hangja)     | 1 epizód                                              |
| 2017      |                  | Thunderbirds Are Go | Doyle(hangja)      | 1 epizód                                              |
| 2019      |                  | Saturday Night Live | önmaga             | 1 epizód                                              |
| 2023      | Titkos invázió   | Secret Invasion     | G'iah              | - főszereplő - magyar hangja Páder Petra              |

### Színházi szerepek
| Év   | Magyar cím           | Eredeti cím            | Szerep                      | Helyszín                  |
| ---- | -------------------- | ---------------------- | --------------------------- | ------------------------- |
| 2013 | Álom luxuskivitelben | Breakfast at Tiffany's | Holly Golightly             | Cort Theatre              |
| 2020 | Magánéletek          | Private Lives          | Sybil                       | Lockdown Theatre Festival |
| 2020 | A sirály             | The Seagull            | Nina Mikhailovna Zarechnaya | Playhouse Theatre         |

## Díjak és jelölések
Elnyert
- Elnyert – Screen International Stars of Tomorrow, a holnap brit csillaga (Jurassic támadás, 2010)
- Elnyert – Scream Award, áttörést hozó női alakítás (Trónok harca, 2011)
- Elnyert – EWwy Awards, legjobb női mellékszereplő dráma kategóriában (Trónok harca, 2011)
- Elnyert – Gracie Awards, kiemelkedő női alakítás ( drámai tévésorozat ) (Trónok harca, 2012)
- Elnyert – SFX Awards, legjobb színésznő (Trónok harca, 2013)
- Elnyert – Empire Awards, birodalmi hős díj (Trónok harca, 2015)
- Elnyert – BAFTA-díj, az év brit művésze (Trónok harca, 2018)
- Elnyert – Saturn Awards, legjobb színésznő a képernyőn (Trónok harca, 2019)

Jelölés
- Jelölés ( dupla jelölés ) – IGN Awards, legjobb színésznő (Trónok harca, 2011)
- Jelölés – Scream Awards, legjobb szereplőgárda (a sorozat többi szereplőjével megosztva) (Trónok harca, 2011)
- Jelölés – Golden Nymph Awards, kiemelkedő női alakítás (drámai tévésorozat) (Trónok harca, 2012)
- Jelölés ( 7 alkalommal jelölték ) – Screen Actors Guild Award, szereplőgárda kiemelkedő alakítása drámai sorozatban (a Trónok Harca többi szereplőjével megosztva) (Trónok harca, 2012, 2014, 2015, 2016, 2017, 2018, 2020)
- Jelölés – Satellite Awards, legjobb női mellékszereplő (tévésorozat) (Trónok harca, 2013)
- Jelölés ( 4 alkalommal jelölték ) – Emmy-díj, kiemelkedő női fő/mellékszereplő (drámai tévésorozat) (Trónok harca, 2013, 2015, 2016, 2019)
- Jelölés ( 3 alkalommal jelölték ) – Critics' Choice Television Award, legjobb női mellékszereplő (drámai tévésorozat) (Trónok harca, 2013, 2016, 2018)
- Jelölés – Young Hollywood Awards, közönségkedvenc szinésznő (Trónok harca, 2014)
- Jelölés ( 3 alkalommal jelölték ) – People's Choice Awards, kedvenc színésznő (sci-fi/fantasy) (Trónok harca, 2014, 2016, 2017)
- Jelölés – Saturn Awards, legjobb női mellékszereplő a képernyőn (Trónok harca, 2015)
- Jelölés ( 3 alkalommal jelölték ) – Teen Choice Awards, a nyár női filmcsillaga  (Terminátor:Genisys, 2015, Mielőtt megismertelek, 2016, Solo:Egy Star Wars-történet, 2018)
- Jelölés – Jupiter Awards, legjobb nemzetközi szinésznő (Terminátor:Genisys, 2016)
- Jelölés ( 3 alkalommal jelölték ) – MTV Movie & TV Awards, legjobb női alakítás (Mielőtt megismertelek, 2017, Trónok harca, 2017, 2018, 2019)
- Jelölés – BreakTudo Awards, nemzetközi szinésznő (Solo:Egy Star Wars-történet, 2018)
- Jelölés – Nickelodeon Kids' Choice Awards, kedvenc fenékbe-billentő (Solo:Egy Star Wars-történet, 2019)

## Fordítás
- Ez a szócikk részben vagy egészben  az   Emilia Clarke című angol Wikipédia-szócikk fordításán alapul.  Az eredeti cikk szerkesztőit annak laptörténete sorolja fel. Ez a jelzés csupán a megfogalmazás eredetét és a szerzői jogokat jelzi, nem szolgál a cikkben szereplő információk forrásmegjelöléseként.